# NGC 7411
NGC 7411 (również PGC 69974 lub UGC 12241) – galaktyka eliptyczna (E), znajdująca się w gwiazdozbiorze Pegaza. Odkrył ją Albert Marth 13 września 1863 roku.